# Dirección General del Territorio Marítimo y Marina Mercante
La Dirección General del Territorio Marítimo y de Marina Mercante (Directemar) es un organismo de la Armada de Chile, mediante el cual el Estado ya nombrado cautela el cumplimiento de las leyes y acuerdos internacionales vigentes en relación con el territorio marítimo chileno, para proteger la vida humana en el mar, el medio ambiente, los recursos naturales y regular las actividades que se desarrollan en el ámbito acuático de su jurisdicción, con el propósito de contribuir al desarrollo marítimo de Chile.

## Historia

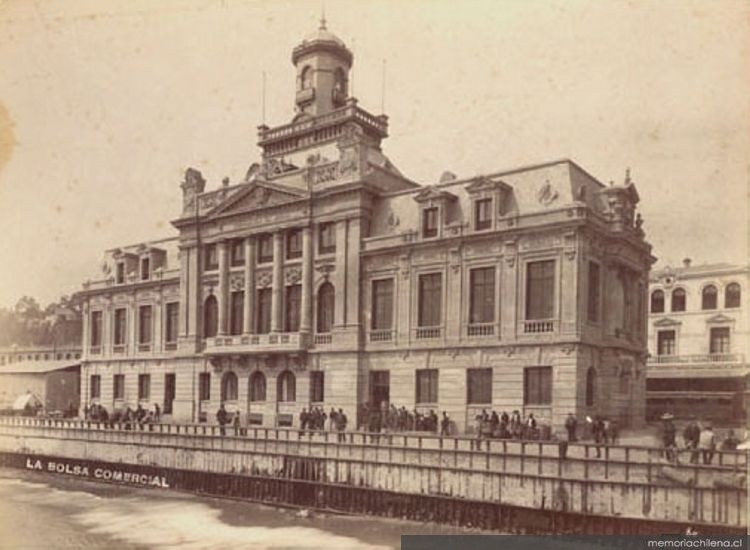
Gobernación marítima de Valparaíso a finales del

En 1836, durante el período presidencial de José Joaquín Prieto y de su ministro Diego Portales, se dictó la primera Ley de Navegación, donde se otorgó al comandante general de Marina, la administración del registro de buques nacionales, la exigencia de que sus capitanes y dotaciones fuesen chilenos, con lo cual se impulsa la creación de una Marina Mercante Nacional. Al año siguiente, el mismo Portales organiza entre otros el Ministerio de Guerra y de Marina.
El Departamento de Guerra se encarga de los aspectos militares; y al de Marina le asigna responsabilidades y atribuciones para regular toda la actividad marítima del país, en especial lo referente a conservación y reparación de los puertos y su Policía; la policía de los buques y de la navegación de cualquier clase de barco de bandera chilena, la atención de faros, boyas y señales destinadas a la seguridad tanto en la entrada y salida como en la permanencia de las naves en los puertos, etc.
El 30 de agosto de 1848, se aprobó y promulgó la Ley que fijaba el territorio marítimo de la República, que creó 11 gobernaciones marítimas en Chile, dependientes del comandante general de Marina.  Además, en dicha ley se definieron los deslindes jurisdiccionales para las atribuciones de las autoridades encargadas de velar por la seguridad de las naves a lo largo del litoral. Nace así la Dirección y Mando del Territorio Marítimo, entonces concebido como un único departamento.
En 1953, a este organismo se le da la categoría de servicio público, identificándose tanto a sus agentes públicos (director general, gobernadores y subdelegados marítimos, prácticos, inspectores y gente de mar), como al accionar de estos en pos de sus funciones. El 21 de mayo de 1978, se promulga la "Ley de Navegación", reemplazando a la anterior que tenía cien años, lo que introdujo nuevas e importantes concepciones jurídicas en la legislación marítima chilena y asignó nuevas funciones al Servicio del Litoral.
Esta Ley define a la Autoridad Marítima chilena reconociendo como tal al director general, a los gobernadores marítimos y capitanes de puerto; asigna la representación oficial del Estado en asuntos marítimos e incorpora funciones para la preservación de la ecología del mar. Entrega además su actual denominación: Dirección General del Territorio Marítimo y de Marina Mercante.

## Funciones
Una de las atribuciones legales de la DIRECTEMAR, es velar por la seguridad de la navegación y por la protección de la vida humana en el mar, controlando el cumplimiento de las disposiciones nacionales e internacionales sobre estas materias.
En este ámbito se concentran todas las acciones que desarrolla el organismo para que las actividades marítimas se realicen de acuerdo con la normativa: inspección de naves, deportes náuticos, personal marítimo, concesiones marítimas, señalización marítima, terminales marítimos y puertos, siempre cautelando los intereses marítimos con el propósito de contribuir al poder marítimo del país.
También le compete a este organismo efectuar todas las acciones que tengan como propósito preservar los recursos hidrobiológicos que se encuentran en aguas de jurisdicción chilena y administrar el borde costero, guardando los tratados de protección del medio ambiente marino y litoral que Chile ha suscrito.